# Sugimori Koki
Koki Sugimori (杉森 考起 (Sam-Sâm Khảo-Khởi) Sugimori Kōki, sinh ngày 5 tháng 4 năm 1997 ở Kasugai, Aichi, Nhật Bản) là một cầu thủ bóng đá người Nhật Bản thi đấu ở vị trí tiền đạo cho Machida Zelvia.

## Sự nghiệp

### Nagoya Grampus
Sugimori ra mắt chính thức cho Nagoya Grampus ở J. League Division 1, J. League Cup ngày 19 tháng 3 năm 2014 trước Ventforet Kofu ở Sân vận động Điền kinh Mizuho ở Nagoya, Nhật Bản. Anh vào sân ở phút thứ 84 thay cho Riki Matsuda. Sugimori và câu lạc bộ của anh thất bại 1-0.

## Thống kê sự nghiệp

### Câu lạc bộ
Tính đến trận đấu diễn ra ngày 22 tháng 2 năm 2018
| Câu lạc bộ          | Mùa giải            | Giải vô địch        | Giải vô địch | Giải vô địch | Cúp Quốc gia | Cúp Quốc gia | Cúp Liên đoàn | Cúp Liên đoàn | Châu lục | Châu lục  | Khác    | Khác      | Tổng    | Tổng      |
| Câu lạc bộ          | Mùa giải            | Hạng đấu            | Số trận      | Bàn thắng    | Số trận      | Bàn thắng    | Số trận       | Bàn thắng     | Số trận  | Bàn thắng | Số trận | Bàn thắng | Số trận | Bàn thắng |
| ------------------- | ------------------- | ------------------- | ------------ | ------------ | ------------ | ------------ | ------------- | ------------- | -------- | --------- | ------- | --------- | ------- | --------- |
| Nagoya Grampus      | 2014                | J1 League           | 0            | 0            | 1            | 0            | 1             | 0             | -        | -         | -       | -         | 2       | 0         |
| Nagoya Grampus      | 2015                | J1 League           | 4            | 0            | 1            | 0            | 2             | 0             | -        | -         | -       | -         | 7       | 0         |
| Nagoya Grampus      | 2016                | J1 League           | 1            | 0            | 0            | 0            | 3             | 0             | -        | -         | -       | -         | 4       | 0         |
| Nagoya Grampus      | 2017                | J2 League           | 26           | 2            | 2            | 1            | -             | -             | -        | -         | 0       | 0         | 28      | 3         |
| Machida Zelvia      | 2018                | J2 League           | 0            | 0            | 0            | 0            | 0             | 0             | -        | -         | -       | -         | 0       | 0         |
| Tổng cộng sự nghiệp | Tổng cộng sự nghiệp | Tổng cộng sự nghiệp | 31           | 2            | 4            | 1            | 6             | 0             | -        | -         | 0       | 0         | 41      | 3         |